# Bursera sarcopoda
Bursera sarcopoda là một loài thực vật có hoa trong họ Burseraceae. Loài này được Paul G.Wilson mô tả khoa học đầu tiên năm 1958.